# Глушко, Дмитрий Евгеньевич
Дмитрий Евгеньевич Глушко (род. 5 мая 1975, Якутск) — российский педагог и управленец, кандидат педагогических наук, ректор Мордовского государственного университета (2021—н. в.).

## Биография
Родился 5 мая 1975 года в Якутске. В 2000 году окончил Педагогический институт Якутского государственного университета, получив квалификацию «социальный педагог».
Позднее окончил Российскую академию государственной службы, получив специальность «государственное и муниципальное управление». В 2003 году защитил диссертацию «Формирование у учащихся-подростков установочной системы на здравотворчество» по специальности «Общая педагогика, история педагогики и образования» и получил учёную степень кандидата педагогических наук.
В 1994—2001 годах преподавал в школах № 26 и № 24 в Якутске.
С 2001 года работал чиновником в государственных учреждениях в Якутии. В 2010—2014 годах являлся вице-президентом Якутии, в 2014—2016 годах — министром профессионального образования, подготовки и расстановки кадров Якутии.
В 2008 году получил классный чин действительного государственного советника Якутии 2 класса.
В 2016—2020 годах являлся заместителем генерального директора в Worldskills Russia.
В 2020—2021 годах являлся первым заместителем министра просвещения России.
В 2021 году являлся заместителем генерального директора Агентства стратегических инициатив.
В ноябре 2021 года назначен и. о.ректора Мордовского государственного университета. В сентябре 2022 года назначен ректором.

## Научная деятельность
Сфера научных интересов — физическое воспитание и здоровье школьников.
Автор не менее 21 научной статьи, в том числе 18 в базе РИНЦ, 0 в ядре РИНЦ и 2 в журналах из списка ВАК. Индекс Хирша по РИНЦ — 4, по ядру РИНЦ — 0.
Избранные научные статьи:
- Глушко Д. Е. Валеологический подход к физическому воспитанию в школе // Физическое воспитание детей и молодежи в Республике Саха (Якутия): проблемы и пути их решения: Тезисы докладов республиканской науч.-практ. конф. Якутск : Изд-во Департамента начального и среднего профессионального образования Министерства образования Республики Саха (Якутия), 1999. С. 145—146.
- Глушко Д. Е. Семейная академия здоровья // Проблемы региональной культуры и образование России на пороге третьего тысячелетия : Сб. материалов Всерос. науч.-практ. конф. Якутск : Изд-во Департамента начального и среднего профобразования, 2000. С. 88-90.
- Глушко Д. Е., Сивцева Н. С. Залог величия человека — здоровье. Якутск : Сахаполиграфиздат, 2001. 88 с.
- Глушко Д. Е. Ифовая, оздоровительная стретч-гимнастика с элементами йоги — валеологически обоснованная форма саморазвития и самосовершенствования // Развитие физической культуры и спорта в Республике Саха (Якутия) в начале XXI века: состояние, проблемы и перспективы: Тезисы докладов республиканской науч.-практ. конф. Якутск : Изд-во ЯГУ, 2001. С. 108—109.
- Глушко Д. Е. Психологические условия формирования здоровья учащихся. // Психологизация образовательного процесса: опыт и перспективы : Материалы республиканского форума психологов. Якутск : Изд-во ИПКРО, 2002. С. 37-40.

Главный редактор научных журналов «Интеграция образования» и «Регионология».

## Политические взгляды
В 2022 году подписал обращение Российского союза ректоров в поддержку вторжения России в Украину. Находится под санкциями Украины и внесён в список коррупционеров и разжигателей войны от Фонда борьбы с коррупцией.

## Награды и признание
- Заслуженный работник народного хозяйства Якутии[3].